# Elecciones parlamentarias de Costa de Marfil de 2021
Las elecciones parlamentarias de Costa de Marfil se realizaron el 6 de marzo de 2021. En ellas se eligieron los 255 escaños de la Asamblea Nacional. Las anteriores, en 2016, vieron la victoria con mayoría absoluta de la coalición integrada por los partidos Agrupación de los Republicanos y Partido Democrático de Costa de Marfil en apoyo al presidente Alassane Ouattara, líder del primero.

## Sistema electoral
La Asamblea Nacional es la cámara baja del parlamento bicameral de Costa de Marfil. Se compone de 255 escaños elegidos por mayoría simple para periodos de 5 años, siendo 169 en distritos electorales uninominales y 36 distritos de 2 a 6 escaños que se eligen en voto en bloque. En ambos casos, el candidato o la lista de candidatos que hayan recibido más votos en su circunscripción gana el número total de escaños a cubrir.
Desde un decreto adoptado en noviembre de 2020, los partidos deben presentar un mínimo del 30% de mujeres del total de sus candidatos. El decreto también alienta a los partidos a presentar más mujeres proporcionando fondos públicos adicionales a aquellos cuya proporción de candidatas exceda el 50%.